# Centistina afra
Centistina afra är en stekelart som beskrevs av De Saeger 1946. Centistina afra ingår i släktet Centistina och familjen bracksteklar. Inga underarter finns listade.